# 莫里斯·布利茨
莫里斯·布利茨（法語：Maurice Blitz，1891年7月28日—1975年2月2日），比利时前男子水球运动员。他曾代表比利时参加1920年和1924年夏季奥林匹克运动会水球比赛，获得二枚银牌。